# Григорій Якименко
Григорій Якименко (1883, с. Сурсько-Михайлівка Катеринославського повіту, нині — Солонянського району Дніпропетровської області — 1967, Кубань?) — український політик , член Центральної Ради, обраний до Всеукраїнської Ради військових депутатів, член Катеринославської «Просвіти» з 2 березня 1913, педагог, письменник,  публіцист. Під псевдонімом Г. Карадашівський друкувався в «Дніпрових хвилях».

## Життєпис
Працював учителем. Бурхливі події першої російської революції 1905 — 1907 привели його до революційної боротьби. Молодого вчителя заарештовують і висилають за межі Катеринославщини. По довгих роках у пошуках роботи опиняється на Кубані.
Спочатку жив у Сурсько-Михайлівці Катеринославського повіту. А в 1914, хоч і числився членом Товариства, але мешкав у Єйську Кубанської області. Можливо, йому належить допис: 
Л. Чорноморець-Бальченко. Бичева балка (Єйського відділу на Кубанщині) («Дніпрові хвилі». — 1913. — № 13 — 14). Учасник Першої світової війни.
У біографічному довіднику «Діячі «Української Центральної Ради» (1998) Якименко фігурує, як член Центральної Ради, обраний до Всеукраїнської Ради військових депутатів. Проти його прізвища зазначено:

«фельдшер 1 шпит. 71 піти. див. 4 армії (Румунського фронту)». «Вістник товариства «Просвіта» у Катеринославі» у № 21 від 13 серпня 1917 повідомляв про сход селян с. Аполонівка (Бурсько-Михайлівської волості Катеринославського повіту. На зустріч з селянами, яка проходила в місцевій школі, прийшли П. Котов і Г. Якименко, «...тов. Грицько Якименко, член Ради Військових Депутатів при Центральній Раді, якого остання поставила інструктором на Катеринославський повіт, познайомив присутніх з причинами революції, ролю, яку відіграло в ній військо, участь в ній українців, про Всеукраїнський Військовий З'їзд, нарешті, про переговори Ц. Р. (Центральної Ради) з Врем(енним) Правительством і пояснив значіння для трудящого люду другого Універсала, який одчиняє двері для вільного життя українською народу яко нації... 
Щире й правдиве слово, сказане просто й зрозуміло, завжди знайде шлях до серця й розума людини, шо віками ходила в ярмі і яку вже, здавалось, нічим не проймеш. Не тільки жінки, а багато й дідів, не соромлячись протирали свої очі під час промов обох товаришів. Особливо велике вражіння зробила та частина промови тов. Якименка, де він оповідав про дореволюційне життя в армії і те братерство, рівність і любов, що можна зараз бачити в далеких окопах. Після коротенького обміркування сходом був прийнятий цілком приговор Сурсько-Михайлівської волости, а також складений приговор щодо згоди з Україною». 

Газета навела текст прийнятого з ініціативи агітаторів «приговора» (ухвали).
З 1918 знову — на Кубані, Якименко вчителює. У 1920-х вчителює у рідній Сурсько-Михайлівці. Потім — на Кубані. Працював до 1957. Писати Григорій Хомич почив у 1908р. Перші оповідання були надруковані в 1912-1914рр. в періодиці.
Картина дореволюційноі дійсності постає з глибоко драматичних новел «На весілля» (1913) «Дзвонар» (1914).
Творчий доробок його ділиться на дві частини. Захоплюючі твори¬ присвячені сучасності другі половини 20 століття: «Друзі»(1948), «Шкіпер Сидоренко» (1952), «Прострелена шинель» (1956)
«Любов i життя» державне видавництво «Художньоі літератури», Київ, 1963 — перша збірка письменника.
«Жайворон» — «Художньоі літератури», Київ, 1968.
Син Лев Григорійович Якименко (1921-1978) – письменник, доктор філологічних выук, професор. Жив в Москві.
Вдалося розшукати двох учнів Г. Якименка двоюрідних братів Григорія (1912) й Івана (1911) Дашкевичів. Згадує Григорій Дашкевич: 

«Григорій Якименко учив мене десь у 1923 — 1924 у початковій школі Сурсько-Михайлівки. Викладав усі предмети і математику, і мову, і географію. Добре викладав, я зберіг про нього найкращі спогади. Жив він не при школі — мав власну хату. Дружина його — учителька, мали двох дітей, які згодом потрапили в Москву».

Кубанський дослідник Віктор Чумаченко наводить дві публікації Якименка в кубанській пресі (в 1915 Якименко значиться як мешканець м. Єйська Кубанської області):
- Григорій Якименко. Царь і Гетман («Було це тоді, як в Україні нашій...»)// «Кубань». — Катеринодар. — 1906. — 29 січня. — № 24. С. 2;
- Григорій Якименко. Шевченко й Кухаренко // «Кубанська зоря». Орган кубанської «Просвіти». Катеринодар. — 1919 — № 6 — 7.